# Roger Capatinta Mamani
Roger Aníbal Capatinta Mamani es un político peruano. Fue alcalde del distrito de Layo entre 2003 y 2006 y consejero regional del Cusco entre 2014 y 2018.
Nació en el distrito de Layo, provincia de Canas, departamento del Cusco, el 30 de octubre de 1972, hijo de Ignacio Ccapatinta Sullcarani y Engracia Mamani Bustamante. Cursó sus estudios primarios y secundarios en su localidad natal. Entre 1990 y 1996 cursó estudios superiores de educación en la Universidad Nacional San Antonio Abad del Cusco.
Participó en las elecciones municipales de 1998 como candidato del movimiento fujimorista Vamos Vecino a la alcaldía del distrito de Layo. Recién en las elecciones municipales del 2002 fue elegido para el cargo de alcalde postulando, esta vez, por Unión por el Perú. Tentó la reelección en las elecciones municipales del 2010 sin éxito. Para el 2014 participó en las elecciones regionales de ese año como candidato a consejero regional del Cusco por la provincia de Canas obteniendo la representación con el 28.276% de los votos. Durante su gestión, en el año 2018 asumió la presidencia del Consejo Regional tras la destitución en ese cargo del consejero Jaime Gamarra Zambrano.